# Corralillo 2da. Sección
Corralillo 2da. Sección är en ort i Mexiko.   Den ligger i kommunen Macuspana och delstaten Tabasco, i den sydöstra delen av landet, 800 km öster om huvudstaden Mexico City. Corralillo 2da. Sección ligger 19 meter över havet och antalet invånare är 278.
Terrängen runt Corralillo 2da. Sección är platt, och sluttar norrut. Runt Corralillo 2da. Sección är det ganska glesbefolkat, med 30 invånare per kvadratkilometer. Omgivningarna runt Corralillo 2da. Sección är en mosaik av jordbruksmark och naturlig växtlighet.